# Ævi Snorra goða
Ævi Snorra goða es una historia corta islandesa (þáttr) que trata de la figura del famoso caudillo islandés Snorri Goði. Fue escrita hacia 1100 y el contenido también aparece en la Saga Eyrbyggja. La presunta autoría de la obra es de Ari fróði.